# Islands nationalbibliotek
Landsbókasafn Íslands – Háskólabókasafn (Islands Landsbibliotek – Universitetsbiblioteket) er Islands national- og universitetsbibliotek. Det er Islands klart største bibliotek med ca. 1 million værker af forskellig art.
Nationalbiblioteket samler alle trykte værker, som publiceres enten på Island, på islandsk, af islændinge eller om Island. Som universitetsbibliotek har det landets største samling af videnskabelige arbejder på mange sprog. De fleste kan lånes af almindelige borgere med lånerkort. Manuskriptsamlingen omfatter flere end 15 000 bind. De ældste er fra 1100-tallet, men størstedelen er fra renæssancen og nyere tid. Disse værker, samt bøger som blev publiceret før 1900, kan man ikke hjemlåne, men de kan læses på bibliotekets læsesal.

## Historie
Det nuværende National- og Universitetsbibliotek blev grundlagt i 1994, da det tidligere nationalbibliotek Landsbókasafns Íslands, grundlagt i 1818, blev slået sammen med Universitetsbiblioteket, Háskólabókasafns, der var etableret i 1940.